# گورگن هاکوبیان (هنرپیشه)
گورگن آلکساندری هاکوبیان (ارمنی: Գուրգեն Ալեքսանդրի Հակոբյան؛  زادهٔ ۱۵ فوریهٔ ۱۹۰۷ - درگذشته ۱۸ ژانویهٔ ۱۹۷۷) بازیگر سینما و تئاتر اهل ارمنستان بود.

## زندگی‌نامه
وی در ۱۵ فوریهٔ ۱۹۰۷ در بجنی به دنیا آمد . وی در فرهنگستان دولتی تئاتر سوندوکیان (۱۹۲۵–۱۹۲۸) (۱۹۵۹) و تئاتر دراماتیک دولتی وارطان آجمیان گیومری (۱۹۲۸–۱۹۴۱) فعالیت می‌کرد. وی همچنین برنده جوایزی همچون هنرمند مردمی ارمنستان شوروی (۱۹۶۷)، هنرمند افتخاری جمهوری شوروی فدراتیو سوسیالیستی روسیه (۱۹۵۶) و نشان برتری شد. وی در ۱۸ ژانویهٔ ۱۹۷۷ در سن ۶۹ سالگی در ایروان درگذشت و در آرامستان نوباراشن به خاک سپرده شد.

## گزیده فیلمشناسی
از فیلم‌ها یا برنامه‌های تلویزیونی که وی در آن نقش داشته است می‌توان به آثار زیر  اشاره کرد.